# Imételstat
L’imételstat (en anglais imetelstat) est un oligonucléotide 13-mer conjugué à un lipide qui inhibe la télomérase humaine. Il est depuis 2014 en phase d'essai clinique pour traiter la myélofibrose primitive mais aussi les syndromes myélodysplasiques (comme la thrombocytémie essentielle) et les leucémies aiguës myéloblastiques.